# Červený osel
Červený osel (francouzsky L'Âne rouge) je hlavolam na principu známější patnáctky. Znám je též pod názvem Klotski. Hráč také musí přesouvat kameny uvnitř malé krabičky, aby dosáhl výsledku. Na rozdíl od patnáctky je krabička obdélníková (4 × 5) a kameny nejsou všechny čtvercové (1 × 1) ale mají různou velikost: jednou 2 × 2, jednou 2 × 1, čtyřikrát 1 × 2 a čtyřikrát 1 × 1.
Obtížnost je 63 tahů.

## Historie
Předchůdcem tohoto hlavolamu byl devítidílný Tátův hlavolam (anglicky Dad’s puzzle), který byl znám minimálně od roku 1903, kdy si ho pod názvem Pennant puzzle nechal patentovat Lewis W. Hardy, jehož obtížnost byla 47 tahů.
Červeného osla si nechal patentovat v roce 1932 John Harold Fleming, který ho viděl na fotografii. V originální verzi byl hlavní dílek červený.
Za II. světové války se hlavolam stal jedním z nejoblíbenějších v Japonsku, zvláště pak v krytech během náletů Spojenců. Exkluzivní výrobky měly proto kameny pokryty světélkující barvou.

### Reklama
Hlavolamy Červený osel a Tátův hlavolam jsou jedny z nejvíce využívaných k reklamě. Reklamní slogany (na bydlení či leteckou společnost) využívaly obtížnost hlavolamů:
- Dříve než vyřešíte tento hlavolam, my vyřešíme vaši kuchyň.
- Let do Londýna je kratší, než složení tohoto hlavolamu

## Princip
Principem hlavolamu je ze základní pozice  přesunout kameny do pozice jiné (existují tři varianty) – nebo samozřejmě naopak.
Existují však i trochu jiné základní a konečné pozice.
Základní pozice
| 4 | 1 | 2 | 5 |
|   | 3 |   |   |
| 7 | M | M | 8 |
| 9 | M | M | 6 |

Výsledné pozice
| 1 | M | M | 2 |
| 6 | 7 | 8 | 9 |
| 4 | 3 | 3 | 5 |
| 4 |   |   | 5 |

| 1 | M | M | 2 |
| 4 | 6 | 7 | 5 |
| 4 | 3 |   | 5 |
| 8 |   |   | 9 |

| 1 | M | M | 2 |
|   | 3 |   |   |
| 4 | 6 | 7 | 5 |
| 4 | 8 | 9 | 5 |

## Řešení

Řešení v počítačové hře GNOME Klotski

Postup z pozice A k základní pozici: 
- 3 7 6 4 3 7 1 M 8 6 7 5 9 2 8 6 M 1 4 7 M 6 8 2 9 5 7 M 6 1 4 M 9 5 7 9 M 4 1 6 8 2 5 M 8 6 1 4 8 3 9 7 M 6 8 3 7 M 6 8 3